# Panzerkorps Feldherrnhalle
Il Panzerkorps Feldherrnhalle era un corpo corazzato tedesco che combatté sul fronte orientale durante la seconda guerra mondiale.

## Creazione
Il Panzerkorps Feldherrnhalle fu costituito nel 27 novembre 1944 e schierato per la prima volta in Ungheria nel febbraio 1945. Le unità del suo corpo provenivano dalla 17ª Brigade-Panzer-Grenadier.
Alla fine della guerra il Panzerkorps Feldherrnhalle si arrese all'esercito degli Stati Uniti, che ne consegnò i membri all'Armata Rossa.

## Ordine di battaglia
Battaglia di Debrecen, Ungheria, Ottobre 1944
60. Panzergrenadier-Division Feldherrnhalle
- Division Stab
- Füsilier-Regiment Feldherrnhalle
- Grenadier-Regiment Feldherrnhalle
- Panzer-Abteilung Feldherrnhalle
- Panzer-Aufklärungs-Abteilung Feldherrnhalle
- Artillerie Regiment Feldherrnhalle
- FlaK-Bataillon Feldherrnhalle
- Pionier-Bataillon Feldherrnhalle
- Nachrichten-Kompanie Feldherrnhalle

Budapest, Ungheria, Febbraio 1945
Panzer-Division Feldherrnhalle 1
- Division Stab
- Panzer-Regiment Feldherrnhalle
  - Panzer-Battalion
  - Panzergrenadier-Battalion (half-track)
  - schwere Panzer-Abteilung Feldherrnhalle
- Panzergrenadier-Regiment Feldherrnhalle
- Panzerjäger-Abteilung Feldherrnhalle
- Panzer-Aufklärungs-Abteilung Feldherrnhalle
- Pionier-Bataillon Feldherrnhalle
- Artillerie-Regiment Feldherrnhalle
- Nachrichten-Kompanie Feldherrnhalle

Operazione Frühlingserwachen, Ungheria, Marzo 1945
Panzerkorps Feldherrnhalle
- Korps Stab
  - Korps-Füsilier-Regiment Feldherrnhalle
  - German 503rd Heavy Panzer Detachment|Schwere-Panzer-Abteilung Feldherrnhalle
  - 404. Artillerie-Regiment
  - 404. Panzer-Pionier-Bataillon
  - 44. Panzer-Nachrichten-Bataillon
  - Panzer-Feldersatz-Regiment Feldherrnhalle
- Panzer-Division Feldherrnhalle 1
- Panzer-Division Feldherrnhalle 2